# Big Buck Bunny
Big Buck Bunny är en datoranimerad kortfilm gjord på Blender Institute i Amsterdam. Projektet, med arbetsnamnet The Peach Movie Project är en uppföljare på det framgångsrika Project Orange som resulterade i kortfilmen Elephants Dream.
Premiären var den 10 april 2008 i Amsterdam. Den 15 maj 2008 släpptes filmen på DVD.

## Tillgänglighet
Allt innehåll och material till filmen släpps under Creative Commons Erkännande-licensen. Detta medför att filmen och allt arbetsmaterial kan laddas ned gratis och återanvändas enligt licensvillkoren.
Filmen kommer också att finnas på DVD med HD-kvalitet.